# Шешолин, Евгений Петрович
Евге́ний Петро́вич Шешо́лин (9 декабря 1955, Краслава — 28 апреля 1990, Даугавпилс) — русский поэт, переводчик, редактор самиздатовского альманаха «Майя», один из авторов антологии новейшей русской поэзии «У Голубой Лагуны» (Ньютонвилл, США), составленной и изданной Константином Кузьминским и Григорием Ковалёвым.

## Биография
Евгений Петрович Шешолин родился в 1955 году в латвийском городе Краславе, вырос в Резекне, учился в Ленинграде, но большую часть своей короткой жизни прожил в Пскове.
Евгений Шешолин закончил естественно-географический факультет Псковского государственного педагогического института, «несколько лет преподавал в сельских школах Псковской области, где вполне окунулся в нищий быт жителя Нечерноземья. Тусклые, ностальгические краски этого быта растворены во многих его стихах».
В 70-е годы он пытался «войти» в литературу, добиться признания, но, как и многие поэты его поколения, наткнулся на непробиваемую стену. Перебиваясь временными работами: оператор газовой котельной, ночной сторож, самостоятельно изучал язык фарси, позже составил сборник избранных переводов великих персидских поэтов «Первый Северный диван», где наряду с авторскими газелями, рубаи, мухаммасами наличествуют переложения из Хафиза, Камола Худжанди, Саади, Джами и любимого Шешолиным Мирзы Галиба.
Изучение древних культур было его любимым занятием, и там он находил дорогих его сердцу собеседников: Чжуан-цзы и Ли Бо, Басё и Ранран, Калидаса, Бхартрихиари и Сурдас, Низами, Хафизи Бедиль, Кирмани и Галиб.
В 1979 году Евгений Шешолин знакомится с ленинградским поэтом Олегом Охапкиным, одним из самых активных участников самиздата двух столиц. В 1980-е годы активно участвует как автор и соредактор в самиздатовском альманахе «Майя», который выходил в Пскове в 1980—1993 годах и был стимулирован петербургским поэтом Олегом Охапкиным. «Здесь я надыбал трех поэтов на псковской земле, совсем молодых…», — пишет Олег Охапкин Константину Кузьминскому. «Охапкин окончательно „подвигнул“ нас на скорейшее издание альманаха, благословил, а позже дал ход — № I за границу, распространял и 2-й. Чуть позже пути разошлись, а ещё позже он снова давал подборки для публикаций. Кроме того, „Майя“ обязана ему произведениями других авторов со всей страны», — вспоминает редактор самиздатовского альманаха Мирослав Андреев.
«Три псковича» Олега Охапкина — обернулись мощнейшим и интереснейшим литературным содружеством (не группой!), из всех, что я наблюдал в последние 20 лет. Годы рождения — 1959, 1951, 1957, 1950, 1953, 1955. Родом из: Пскова, с Алтая, из Одессы, Новосибирска, Магадана, Краславы. И это покроет мне 3-й том, «ПРОВИНЦИЮ», зиявшую дырами", — писал Константин Кузьминский о молодых поэтах: Е. Шешолине, М. Андрееве, А. Нестерове (Соколове).
Тем временем в провинции стихотворением «Весеннее», которое представляло собою акростих: начальные буквы составляли фразу «Христос воскрес», Шешолин поздравляет жителей Пскова с Пасхой. Это была весна 1983 года, «Весеннее» было опубликовано в псковской газете «Молодой ленинец». В советские времена это воспринималось как провокация, редактор отдела был уволен, газета изъята из библиотек, имя дерзкого молодого человека становится известным в культурном сообществе города.
В 1985 году Евгений Шешолин завершил своё машинописное «Избранное», которое позже назвал «Измарагд со дна Великой». Это была его главная книга. Впервые книга «Измарагд со дна Великой. 100 избранных стихотворений» была издана в Пскове усилиями друзей и знакомых Евгения Шешолина в 1999 году спустя 9 лет после гибели поэта. Также произведения Шешолина вошли в «Антологию русского верлибра», которая увидела свет в 1991 году в Москве. Прижизненных публикаций у Евгения Шешолина не было.
«Шешолин — поэт филологический и в своем „филологизме“ экспериментальный; для него форма сама по себе есть предмет переживания и общекультурного смысла. Отсюда его уникальные в своем роде реконструкции поэтических структур Востока и Запада, его сонетный цикл, его газельный цикл и т. д. Создавая „Первый Северный Диван“, Шешолин поставил перед собой задачу, подобную той, которую в начале XIX века поставил перед собой Иоганн-Вольфганг Гёте, приступив к созданию „Западно-восточного дивана“. Лирика Шешолина — лирика структурно — „содержательного“ синтеза».
Евгений Шешолин трагически погиб в Даугавпилсе в 1990 году. Похоронен в Резекне.
«Поэтическое наследие Шешолина составляют циклы-тетради, отчасти построенные по хронологически-пространственному, отчасти по тематическому принципам: „Армянская тетрадь“, „Латвийская тетрадь“, „Питерская тетрадь“, „Псковская тетрадь“, „Средне-Азиатская тетрадь“, „Библейские сонеты и переложения“, „Исторические и другие фантазии“, „Новые тропы“, „Убежище стрельца“, „Измарагд со дна Великой“ и.т.д.»
Сейчас поэзия Евгения Шешолина открывается читателю — издаются его книги, проводятся международные научные конференции в Латвии и России, проходят Дни Шешолина в Пскове, создан персональный сайт поэта.
5-6 декабря 2015 года на филологическом факультете Псковского государственного университета, а также в псковской «Галерее Ильи Сёмина» состоялись Первые международные Шешолинские чтения, посвященные 60-летию поэта.

## Книги Евгения Шешолина
- Шешолин Е. П. Земля, распаханная Ноем: стихотворения / Евгений Шешолин; ред. и издатель Александр Геронян; авторы текста: Сурен Петросян, Мария Шершнева, Петр Антропов, Галина Маслобоева; художник Варуж Карапетян; фотограф Айк Мелконян. — Рига, 2014. — 60 с. : ил., фот. — (Библиотека газеты «Арарат»). ISBN 978-9934-14-442-4
- Шешолин Е. П. Измарагд со дна Великой: (стихи, проза, письма) из разных тетрадей / Евгений Шешолин; [сост.: Дмитрий Прокофьев, Галина Шешолина; вступ. ст. Мирослава Андреева; фото из архива семьи Шешолиных]. — Резекне: Изд-во Латгальского культурного центра, 2014. — 827 с. : 40 с. ил. — Алфавитный указатель стихотворений: с. 762—799 . ISBN 978-9984-29-249-6
- Шешолин Е. П. Измарагд со дна Великой : 100 избранных стихотворений / Евгений Шешолин, вступит.ст. Мирослава Андреева. — Псков: Стерх, 1999. — 167 с. : ил., портр. — 200-летию со дня рождения А. С. Пушкина посвящается. ISBN 5-87177-031-2
- Шешолин Е. П. Солнце невечное / Е. Шешолин; сост., ред. А. Белоусов, Г. Шешолина. — Резекне: Издательство Латгальского культурного центра, 2005. — 264 с. : фот. ISBN 9984-29-108-1
- Шешолин Е. Избранное (декабрь 1979 — декабрь 1987) / Коммент. М. Андреев, А. Белоусов, Д. Прокофьев; ред. Д. Прокофьев; худож. И. Сёмин. — М.: ПАЛЬМИР, 2015. — 103 с. ISBN 978-5-93811-032-8
- Шешолин Е. Из разных тетрадей (Стихотворения 1973—1988) / Сост., подгот. текста, предисл. М. Андреев; коммент. М. Андреев, А. Белоусов, Д. Прокофьев; ред. Д. Прокофьев; худож. И. Сёмин. — М.: ПАЛЬМИР, 2015. — 205 с. ISBN 978-5-93811-029-8
- Шешолин Е. Измарагд со дна Великой (Стихотворения 1979—1989) / Сост., подгот. текста, вступит.ст. М. Андреев; коммент. М. Андреев, А. Белоусов, Д. Прокофьев; ред. Д. Прокофьев; худож. И. Сёмин. — М.: ПАЛЬМИР, 2015. — 272 с. ISBN 978-5-93811-031-1
- Шешолин Е. Первый Северный Диван / Вступит.ст. А. Белоусов; коммент. М. Андреев, А. Белоусов, Д. Прокофьев; ред. Д. Прокофьев; худож. И. Сёмин. — М.: ПАЛЬМИР, 2015. — 113 с. ISBN 978-5-93811-030-4
- Шешолин Е. Стихотворения, не вошедшие в сборники (1974—1990). Проза. Письма / Сост., подгот. текста М. Андреев. Д. Прокофьев; коммент. М. Андреев, Д. Прокофьев, С. Петросян, А. Тасалов; ред. Д. Прокофьев; худож. И. Сёмин. — М.: ПАЛЬМИР, 2015. — 305 с. ISBN 978-5-93811-036-3

## О жизни и творчестве Евгения Шешолина
- Евгений Шешолин : судьба и творчество : [сборник] / [Даугавпилсский ун-т, Гуманитар. фак., Ин-т компаративистики]; [ред. А. Ф. Белоусов, Ф. П. Федоров]. — [Даугавпилс] : [Saule], 2005. — 295 с. — (Русско-латышские литературные контакты; вып. 1). — На контртит. л. парал. текст англ. — Библиогр. в конце ст.
- Рогинский Б. А. С околицы туманной бытия : [о творчестве поэта, Евгения Шешолина (1955—1990)] // Рогинский Б. А. Пцу- пцу : литература, кино, фотография, школьный конкурс / Борис Рогинский. — Москва : Новое литературное обозрение 2011. — С. 144—145.
- Белоусов А. Ф. «Псковские вирши» Евгения Шешолина / А. Ф. Белоусов // Искусство поэтики — искусство поэзии : к 70-летию И. В. Фоменко : сб. науч. тр. — Тверь: Лилия Принт. — 2007. — С. 140—148. — Библиогр.: с. 148—149.
- Белоусов А. Ф. Поэт Евгений Шешолин / Александр Белоусов // Звезда. — 2005. — № 10. — С. 194—201.
- Андреев М. Литературный альманах «Майя» : краткая справка : [в том числе о Евгении Шешолине (1955—1990) из Пскова, как об одном из основателей-соредакторов альманаха] / Мирослав Андреев // Новое литературное обозрение. — 1998. — № 6 (№ 34). — С. 297—301. Стихотворения Е. Шешолина с. 302—303.
- Курбатов В. «Мне кто-то подсказывал тему…» : О стихах Евгения Шешолина / Валентин Курбатов // Русская провинция. — 1993. — № 1. — С. 23-24.
- Тасалов А. Поэт Евгений Шешолин. Попытка знакомства / А. Тасалов // Советская литература. — 1991. — № 1. — С. 81-84.
- Рожнятовский С. Евгений Шешолин / Сева Рожнятовский // Сумерки : литературно-художественный журнал / Санкт-Петербург. — 1990. — № 10 (Сентябрь-ноябрь). — С. 61-69.